# カール・シュピッテラー
カール・フリードリヒ・ゲオルク・シュピッテラー（Carl Friedrich Georg Spitteler、1845年4月24日-1924年12月29日）はスイスの詩人。1919年にノーベル文学賞を受賞した。

## 生涯
スイス北西部バーゼル＝ラント準州リースタルで官僚の息子として生まれた。少年時代には新宗教を興そうとしたなど奇行の逸話を持つ。はじめ父に従ってバーゼル大学で法律を学ぶが中退。後にチューリッヒ大学とハイデルベルクの大学で神学を修めた。家庭教師としてロシアとフィンランドで8年間過ごし帰国した後、シュピッテラーは一つ目の重要な詩を書いた。神話を題材にした大作Prometheus und Epimetheus（プロメテウスとエピメテウス）である。これはカール・フェリックス・タンデム（Carl Felix Tandem）という変名の下、1881年に出版されたが出版当初は全く注目されなかった。その後数年間は教師やジャーナリストとして過ごし、幅広い文学的素養を身につけた。1883年にマリー（Marie）という女性（かつての教え子）と結婚。その両親の遺産が1892年に入ったことにより、彼はルツェルンに定住し、創作に没頭できるようになった。
彼にノーベル賞をもたらしたシュピッテラーの2つ目の重要な作品は1900年から05年に出版され、10年に改定されたDer Olympische Frühling 「オリュンピアの春」という大作叙事詩である。彼は晩年まで最初の作品の手直しをし、最初の版よりもさらに形式的な構成にし対句も盛り込んだ。そして1924年にPrometheus der Dulder（忍苦者プロメテウス）というタイトルで出版した。
シュピッテラーの中期の作品はバラエティに富んでいる。1883年から1906年には7つの宇宙の創作神話を韻文体で描いたExtramundana（現世の外）、Balladen（バラード集）、Literarische Gleichnisse（文学的比喩）、Schmetterlinge（蝶々）、Gras- und Glockenlieder（草と鐘の歌）などの作品を書いた。また1907年には自身の体験に基づく子供時代の田園詩Die Mädchenfeinde 「少女嫌ひ」、1898年には彼が嫌悪する自然主義を扱い劇的な結末を迎える小説Conrad der Leutnant（コンラート少尉）を書いた。1906年の小説Imago 「イマーゴー」には、天性の創造力と中流の価値観との間で葛藤する自らの姿が明確に反映された。この作品はフロイトら精神分析学者たちから注目された。1898年には刺激的なエッセイLachende Wahrheiten（笑う真理）を、1914年には自伝的作品Meine frühesten Erlebnisse（私の初期の体験）を書いた。同年、ドイツ側の視点から一方的に第一次世界大戦を見、政治的に影響を与えた小論文Unser Schweizer Standpunkt（我々スイス人の立場）を出版した。彼の詩集の英訳は1928年に初めて表れた。

## 日本語訳された作品
- 吹田順助訳「少女嫌ひ」 - 収録『ノーベル賞文学叢書 8』本の友社、2005年
- 増田義男訳「オリュンピアの春」 - 収録『ドイツの世紀末 5』国書刊行会、1987年
- 高橋健二訳「イマーゴー」 - 収録『ノーベル賞文学全集 3』主婦の友社、1972年

## 主要参考資料
- 高橋健二「人と作品」（『ノーベル賞文学全集 3』主婦の友社、1972年）